# کمبیل (سرباز)
کمبیل روستایی در دهستان سرکور بخش مرکزی شهرستان سرباز استان سیستان و بلوچستان ایران است.

## جمعیت
بر پایه سرشماری عمومی نفوس و مسکن در سال ۱۳۹۵ جمعیت این روستا ۳۸ نفر (۸خانوار) بوده‌است.